# IPTF14hls

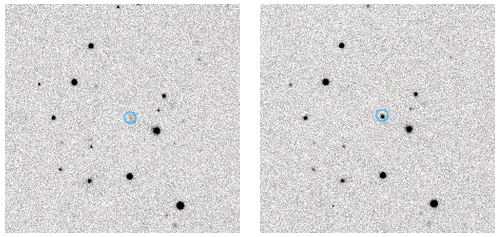

المستعر الأعظم iPTF14hls، هو نجم مستعر أعظم غير عادي، إذ إنه انفجر بصورة استمرت لنحو 1000 يوم قبل أن يصبح بقايا مستعر أعظم على صورة سديم. انفجر هذا النجم مرةً من قبل في عام 1954. لا توجد أي نظريات ولا فرضيات يمكنها أن تفسر تصرف هذا المستعر الأعظم بشكل كامل.

## الرصد
اكتُشف النجم iPTF14hls في شهر سبتمبر عام 2014 في المسح الفلكي بواسطة معمل «بالومار» المتوسط للظواهر الفلكية العابرة (بّي تي إف) (PTF)، وأُعلن عنه لأول مرة في شهر نوفمبر نفس العام بعد رصده خلال مسح «كاتالينا» الفلكي للظواهر العابرة الحالية (CRTS) باسم (سي إس إس 141118:092034+504148). وبناءًا على هذه المعلومات، تأكد العلماء من أنه نجم مُنفجر في يناير عام 2015. ظن العلماء في البداية بأنه حدث مستعر أعظم منفرد من النوع الثاني (II-P) الذي من المُقدر له أن ينطفئ بعد مئة يوم تقريبًا، ولكن بدلًا من هذا، استمر المستعر الأعظم في الثوران لمدة وصلت إلى ألف يوم، تذبذب سطوعه خلالها نحو خمس مرات على الأقل. تفاوتت درجة السطوع بنسبة وصلت 50%، إذ وصلت لذروتها خمس مرات تقريبًا. وأيضًا، بدلًا من أن يبرد مع الوقت مثل بقية المستعرات العظمى من النوع الثاني (II-P)، يحافظ هذا الجرم على حرارة مستقرة نسبيًا تتراوح بين 5000 إلى 6000 درجة كلفن. تَبَين بعد مراجعة الصور الملتقطة في الماضي حدوث انفجار في عام 1954 بنفس منطقة هذا المستعر الأعظم. وانفجر هذا النجم ست مرات منذ عام 1954.
كان «ياير أركافي» هو الباحث الرئيس. واستخدم فريقه الدولي مطياف تصوير منخفض الدقة (إل آر آي إس) (LRIS) على التلسكوب الأول بمرصد «كيك» للحصول على طيف للمجرة الموجود بها هذا النجم، ومطياف التصوير العميق للأجرام المتعددة (DEIMOS) على التلسكوب الثاني بالمرصد للحصول على طيف عالي الدقة لهذا المستعر الأعظم الغريب.
تعتبر المجرة الموجود بها هذا المستعر الأعظم مجرةً من نوع المجرات القزمة المكونة للنجوم، وهذا يدل على انخفاض المحتوى المعدني بها، ويبدو أن انخفاض امتصاص الحديد المُستدَل عليه من طيف المستعر الأعظم متوافقًا مع هذا الانخفاض في المحتوى المعدني للمجرة. تُقدِر إحدى الدراسات كتلة النجم المنفجر بنحو 50 كتلة شمسية على الأقل. لاحظ الباحثون أيضًا أن معدل تضخم الحطام أبطأ من أي مستعر أعظم آخر بنحو 6 مرات، إذ يبدو كأنه ينفجر بحركة بطيئة. ومع ذلك، إذا كان هذا بسبب التمدد النسبي للزمن، فسيكون طيف المستعر الأعظم مُزاحًا للطيف الأحمر بنفس مقدار هذا التباطؤ، وهو ما يخالف ملاحظات الباحثين. استقرت سرعة التضخم لنحو 1000 كيلومتر في الثانية تقريبًا في عام 2017.

### الملاحظات الجارية
يستمر فريق أركافي بمتابعة هذا الجرم في مختلف الأطياف باستخدام مراصد وتلسكوبات دولية إضافية. تتضمن هذه المنشآت الرصدية: التلسكوب الشمالي البصري، ومرصد «سويفت» الفضائي التابع لناسا، ومرصد «فيرمي» الفضائي لأشعة غاما، بالإضافة إلى تلسكوب «هابل» الفضائي الذي بدأ في تصوير منطقة هذا المستعر الأعظم في ديسمبر عام 2017.
يُعتبر المستعر الأعظم iPTF14hls حدثًا مستمرًا، ولوحظ انخفاض ضوئه بشكل كبير بعد قرابة 1000 يوم، ولكن يظل هذا المستعر الأعظم مرئيًا، وتحول طيفه إلى بقايا مستعر أعظم بحلول شهر نوفمبر عام 2018. التُقطت صورة ذات جودة عالية لطوره الأخيرة بواسطة تلسكوب هابل الفضائي.

## الفرضيات
تتنبأ النظرية الحالية بأن النجم يستهلك كل الهيدروجين الموجود به في الانفجار الأول للمستعر الأعظم، ووفقًا للحجم المبدئي للنجم، سيتحدد ما إذا كانت بقايا نواته ستتحول إلى نجم نيوتروني أو إلى ثقب أسود، ولهذا اقترح «ياير أركافي» في عام 2017 أن هناك ظاهرة جديدة غير معروفة تحدث. وفي ذاك الوقت، لم توجد أي نظرية معروفة تفسر كل هذه الملاحظات. ولم تتمكن أي من الفرضيات المنشورة قبل عام 2018 –أول ثلاث فرضيات بالأسفل– من تفسير الوجود المستمر للهيدروجين أو تفسير ملاحظات الطاقة العالية. وفقًا لأركافي، يستلزم هذا الاكتشاف أن نطور من السيناريوهات الموضوعة لهذه الانفجارات، أو نضع سيناريو جديد يوفر الآتي:
1. إنتاج نفس العلامات الطيفية الموجودة في أي مستعر أعظم آخر من النوع الثاني (II-P) ولكن مع معامل تطور أبطأ بنحو ست إلى عشر مرات.
2. إعطاء طاقة كافية لتطيل من المنحنى الضوئي بنحو 6 مرات مع عدم إنتاج أي خواص للخطوط الطيفية الضيقة أو الانبعاثات الراديوية القوية وانبعاثات الأشعة السينية التي تعتبر مؤشرًا على تفاعل المادة  بالأغلفة حول النجمية.
3. إنتاج خمسة قمم على الأقل في المنحنى الضوئي.
4. الفصل بين الغلاف الضوئي المُستنتَج عن الغلاف الضوئي المستمر.
5. الحفاظ على طور الغلاف الضوئي مع ثبات خط تدرج السرعة لأكثر من 600 يوم.

### فرضية المادة المضادة
تشير هذه الفرضية إلى حرق المادة المضادة بالنواة النجمية؛ إذ تفترض هذه الفرضية أن النجوم الضخمة تكون ساخنة جدًا في نواتها لدرجة أن الطاقة تتحول هناك إلى مادة ومادة مضادة، وهذا يجعل النجم غير مستقر بصورة شديدة للغاية، ويبدأ في سلسلة متكررة من الثورات الساطعة خلال عدد من السنوات. يتسبب تلامس المادة بالمادة المضادة في انفجار يدمر الطبقات الخارجية للنجم ويترك النواة سليمة، ويمكن أن تستمر هذه العملية لعقود قبل الانفجار الأكبر الأخير وانهيار النجم إلى ثقب أسود.

### فرضية المستعر الأعظم المزدوج-المتقلقل النابض
تفترض فرضية «المستعر الأعظم المزدوج-المتقلقل النابض» وجود نجم ضخم يمكن أن يفقد نصف كتلته تقريبًا قبل حدوث سلسلة من النبضات العنيفة. وفي كل نبضة، تلحق المادة المنبعثة من النجم بالمادة التي سبقتها في الانبعاث خلال النبضات السابقة، ما ينتج ومضات ساطعة نتيجة تصادم هذه المواد ما يجعلها تحاكي صورة انفجار إضافي للمستعر الأعظم (انظر مقالة المستعر الأعظم المخادع). مع ذلك، تُعتبر الطاقة المنبعثة من المستعر الأعظم iPTF14hls أعلى مما تتنبأ به هذه النظرية.

### فرضية النجوم المغناطيسية
يمكن للنماذج العلمية الموضوعة للنجوم المغناطيسية أن تفسر أيضًا العديد من تلك الخواص المرصودة، ولكنها تعطي منحنًى ضوئيًا ناعمًا، وربما تتطلب وجود حقل مغناطيسي ذي قوة متزايدة. 

### فرضية تفاعل الصدمة
افترض كل من «جينيفر إي. أندروز» و«ناثان سميث» أن الطيف الضوئي المرصود يعَد علامةً واضحةً على تفاعل الصدمة بين المواد المنبعثة والمواد الكثيفة حول النجمية. واقترحا أنه يمكن لطاقة الانفجار، مع تفاعلها مع المواد حول النجمية المحيطة به أو المُبتلعة بداخله –مثلما شوهد في بعض المستعرات العظمى المؤخَرة مثل المستعر الأعظم (1998S)، والمستعر الأعظم (2009ip)، والمستعر الأعظم (J1993)– أن تفسر هذا التطور الغريب للمستعر الأعظم iPTF14hls.
أعلن فريق في ديسمبر عام 2017 أنه تمكن من رصد انبعاثات لأشعة غاما عالية الطاقة خلال رصدهم للمستعر الأعظم iPTF14hls باستخدام مرصد «فيرمي» الفضائي لأشعة غاما، وهي أول مرة تُرصد هذه الانبعاثات من مستعر أعظم. يظهر مصدر أشعة غاما بعد 300 يوم من انفجار هذا المستعر الأعظم تقريبًا، وهو ما زال ظاهرًا، ولكن نحتاج إلى عمليات رصد أكثر للتأكد من أن المستعر الأعظم iPTF14hls هو المصدر الحقيقي لهذه الانبعاثات المرصودة لأشعة غاما. إذا صح وجود الصلة بين هذا المستعر الأعظم ومصدر أشعة غاما، سيكون هناك صعوبات في نمذجة انبعاثات أشعة غاما من المستعر الأعظم في إطار تسارع الجسيمات بالمواد المنطلقة منه خلال الانفجار والمسببة للصدمة. يجب أن تكون كفاءة تحويل الطاقة عالية جدًا، ولهذا اقتُرح أنه ربما يكون ضروريًا وجود تدفق مادي فلكي من جرم مشابه قريب لتفسير بعض من البيانات المرصودة. لم تُرصد أي انبعاثات للأشعة السينية، وهو ما يصعِّب مهمة تفسير هذه الانبعاثات من أشعة غاما.